# José Caride
José Caride (Alcantarilla, Región de Murcia,1933) es un actor español.

## Biografía
Cursó estudios de Derecho. A finales de la década de 1950 se integró en el Teatro Español Universitario. Posteriormente, se instala en Madrid, donde desarrolla su carrera profesional.
Entre las obras teatrales en las que ha participado, cabe destacar El pleito matrimonial del cuerpo y el alma (1962), de Calderón de la Barca, Un soñador para un pueblo (1958), de Antonio Buero Vallejo, Bodas que fueron famosas del Pingajo y la Fandanga (1978), de José María Rodríguez Méndez, Los baños de Argel (1979), de Miguel de Cervantes y Las trampas del azar (1994), de Buero Vallejo.
En el ámbito de la dirección de escena, cabe mencionar el montaje en el Teatro Romea de [Murcia] de La fuerza de la costumbre (1994), de Guillem de Castro.
Su carrera cinematográfica es casi testimonial. Ha intervenido en una quincena de películas, entre las que pueden mencionarse La chica del gato (1964), Con el viento solano (1966), Las ratas (1997), El crimen de Cuenca (1980), Gary Cooper, que estás en los cielos (1980), El abuelo (1998) y Tiovivo c. 1950 (2004).
Por el contrario, su presencia en televisión ha sido mucho más abultada con apariciones constantes en decenas de series y espacios dramáticos entre las décadas de 1960 y de 2000.

## Teatro
- No hay burlas con el amor (1998), de Calderón de la Barca
- Las trampas del azar (1994), de Buero Vallejo
- El corto vuelo del gallo (1980), de Jaime Salom
- Los baños de Argel (1979), de Miguel de Cervantes
- Los comuneros (1974), de Ana Diosdado
- El pleito matrimonial del cuerpo y el alma (1962), de Calderón de la Barca
- Doña Clarines (1962), de los Hermanos Álvarez Quintero
- La cabeza del dragón (1962), de Valle-Inclán
- El portero (1962), de Harold Pinter
- La viuda valenciana (1960), de Lope de Vega
- Un soñador para un pueblo (1958), de Buero Vallejo
- Ondina (1958), de Jean Giraudoux
- La pequeña y gran maniobra, de Arthur Adamov
- Los barcos siempre llegan de madrugada, de Francisco Alemán
- Juana de Lorena, de M. Anderson
- Los días vacíos, de Robert Anderson
- Café del Liceo, de Jaime de Armiñán
- El zapatero filósofo, de Carlos Arniches
- Antígona, de Jean Anouilh
- La alondra, de Jean Anouilh
- Las nubes, de Aristófanes
- Old spain, de Azorín
- Doctor Death, de Azorín
- Arlequín, mancebo de botica, de Pío Baroja
- La Cenicienta, de Jacinto Benavente
- El nido ajeno, de Jacinto Benavente
- Los intereses creados, de Jacinto Benavente
- De pequeñas causas, de Jacinto Benavente
- La muerte de Dantón, de G. Büchner
- La dama duende, de Calderón de la Barca
- El jardín de Falerina, de Calderón de la Barca
- El gran teatro del mundo, de Calderón de la Barca
- El médico de su honra, de Calderón de la Barca
- Antes que todo es mi dama, de Calderón de la Barca
- El príncipe constante, de Calderón de la Barca
- La visita que no tocó el timbre, de Joaquín Calvo Sotelo
- Edicto de gracia, de José Mª Camps
- Los justos, de Albert Camus
- Farsa y justicia del corregidor, de Alejandro Casona
- El zapato de raso, de Paul Claudel
- Los habladores, de Miguel de Cervantes
- Entremeses, de Miguel de Cervantes
- Numancia, de Miguel de Cervantes
- El retablo de las maravillas, de Miguel de Cervantes
- La lección, de Antón Chejov
- La lozana andaluza, de Francisco Delicado
- El cerezo y la palmera, de Gerardo Diego
- La Orestiada, de Esquilo
- Proceso de Jesús, de Diego Fabbri
- Un fénix demasiado frecuente, de C. Fray
- La arcilla y el viento, de León Felipe
- Auto de los reyes magos, de Lucas Fernández
- Una oportunidad, de Fernández Fournier
- Los verdes campos del Edén, de Antonio Gala
- La frescura de la fuente, de E. García Alvaréz
- La zapatera prodigiosa, de Federico García Lorca

## Televisión
- El comisario 
  - Cambio de planes (2002)
  - Contagio (2000)
  - En la salud y en la enfermedad (2000)
- Robles, investigador
  - Futuro imperfecto (2001)
- Querido maestro 
  - Aprobado en amor (1997)
  - La familia es para las ocasiones (1997)
- Función de noche  
  - Las trampas del azar (1995)
- Truhanes 
  - La tontina (1993)
- Crónicas urbanas  
  - Frágil como el cristal (1992)
- Narradores  
  - La buena suerte (1991)
- Primera función  
  - El príncipe constante (1990)
  - Comedia para asesinos (1989)
- Gatos en el tejado 
  - Con el sudor de tu frente (1988)
- Veraneantes (1985)
- La Celestina (1983)
- Cervantes  (1981)
- Estudio 1 
  - En Flandes se ha puesto el sol (1981)
  - La moza del cántaro (1981)  Pedro
  - La Venus de Milo (1980)
  - El solar de mediacapa (1980)
  - Los marqueses de Matute (1979)
  - Dinero (1979)
  - Robo en el Vaticano (1975)
  - La otra orilla (1972)
  - Las hijas del Cid (1972)
  - La hidalga limosnera (1972)
  - Don Gil de las calzas verdes (1971)
  - Con la vida del otro (1971)
  - Plaza de Oriente (1970)
  - El águila de dos cabezas (1969)
  - El acorazado Valiant (1969)
  - El enfermo imaginario  (1969)
  - Las de Caín (1969)
  - Cyrano de Bergerac (1969)
  - El caballero de Olmedo (1968)
  - El alcalde de Zalamea (1968)
  - El divino impaciente (1966)
- Los mitos 
  - Dulcinea (1979)
- Curro Jiménez 
  - En la palma de la mano (1978)
- Mujeres insólitas 
  - La reina loca de amor (1977)
  - Nuestra Señora de Termidor (1977)
- El teatro  
  - La fundación (1977)
  - Los caciques (1976)
  - El Judas (1975)  Sacerdote 3
- Este señor de negro 
  - Limpieza de sangre (1975)
- El quinto jinete
  - El misterio (1975)
- Novela 
  - La pródiga (1975)
  - El secreto (1974)
  - La gaviota (1974)
  - Páginas de los veinte años (1972)
  - El espía (1972)
  - Flores para Elena (1970)
  - La casa sin hombre (1969)
  - La dama vestida de blanco (1967)
  - La reducción (1966)
- La cometa naranja
  - El diablo y Tomás Walker (1974)
- Noche de teatro  
  - Las Meninas (1974)
- Si yo fuera rico 
  - Si yo fuera actor (1974)
- Historias de Juan Español 
  - Juan Español, perezoso (1973)
- Hora once 
  - La esposa del pionero (1972)
  - Érase una vez (1972)
  - El primer loco (1971)
  - El tesoro (1970)
- Crónicas de un pueblo 
  - El legado de Don Verano (1972)
- Teatro breve  
  - Vudú (1971)
- Teatro de siempre  
  - Los cuervos (1970)
  - Los tejedores (1970)
  - Las nubes (1970)
- Personajes a trasluz 
  - Don Juan (1970)
- Pequeño estudio 
  - El encuentro (1969)
- ¿Es usted el asesino?

2 de octubre de 1967